# Begonia admirabilis
Begonia admirabilis é uma espécie de Begonia.